# Afroaltica subaptera
Afroaltica subaptera is een keversoort uit de familie bladkevers (Chrysomelidae). De wetenschappelijke naam van de soort werd in 2007 gepubliceerd door Biondi & D'Alessandro.